# Середньочеський кубок з футболу 1935
Середньочеський кубок 1935 (чеськ. Stredoceský Pohár 1935) — вісімнадцятий розіграш футбольного кубку Середньої Чехії. Переможцем змагань усьоме став клуб «Славія» (Прага). Кількість учасників турніру була збільшена від 36 до 54, досягнувши свого максимуму. 

## Результати матчів
1/2 фіналу
- 28.09.1935. «Славія» (Прага) — Чехія Карлін (Прага) — 9:1 (Копецький-3, Соботка, Свобода-2, Юнек, Шимперський, Вітлачил - Шима)
  - Славія: Планічка, Пех, Даучік, Водічка, Шимперський, Єзбера, Юнек, Соботка, Свобода, Копецький, Вітлачил
  - Джон, Касала, Поганка, Вотруба, Розвода, Мілде, Я.Фіала, Шима, Бубенічек, Скочдополе, ?.
- 28.09.1935. «Богеміанс» (Прага) — «Спарта» (Прага) — 2:1[3] (Чех, 41, 78 - Брен, 4)
  - Богеміанс: Лаціна, Штумпф, Стейскал, Прокоп, Лангаус, Голас, Крог, Чех, Сильний, Корец, Єглічка
  - Спарта: Кленовець, Бургр, Чтиржокий, Коштялек, Боучек, Србек, Грушка, Фацінек, Брейн, Полак, Седлачек

## Фінал
| 29.09.1935. |

| «Славія» (Прага)                          | 4 — 1 | «Богеміанс» (Прага) |
| ----------------------------------------- | ----- | ------------------- |
| Свобода 70' 77' Соботка 61' Копецький 71' | звіт  | 75' Чех             |

| Прага |

«Славія»: Франтішек Планічка — Бедржих Пех, Фердинанд Даучик — Антонін Водічка, Адольф Шимперський, Рудольф Крчіл — Франтішек Юнек, Їржі Соботка, Франтішек Свобода, Властиміл Копецький, Рудольф Витлачил
«Богеміанс»: Франтішек Лаціна, Ярослав Штумпф, Їржі Стейскал, Леопольд Прокоп, Антонін Лангаус, Ярослав Голас, Богумил Кроб, Вратислав Чех, Йозеф Сильний, Шандор Корец, Карел Єглічка